# División Noroeste de la NBA
La División Noroeste es una división de la Conferencia Oeste de la NBA.

## Equipos actuales
| Equipo                                                                | Ciudad                                      | Año   | Desde            |
| Equipo                                                                | Ciudad                                      | Unión | Unión            |
| --------------------------------------------------------------------- | ------------------------------------------- | ----- | ---------------- |
| Denver Nuggets                                                        | Denver, Colorado                            | 2004  | Midwest Division |
| Minnesota Timberwolves                                                | Mineápolis , Minnesota                      | 2004  | Midwest Division |
| Oklahoma City Thunder (2008–presente) Seattle SuperSonics (1967–2008) | Oklahoma City, Oklahoma Seattle, Washington | 2004  | Pacific Division |
| Portland Trail Blazers                                                | Portland, Oregón                            | 2004  | Pacific Division |
| Utah Jazz                                                             | Salt Lake City, Utah                        | 2004  | Midwest Division |

### Equipos a lo largo de la historia
|  | Denota equipo que pertenece actualmente a la división |
|  | Denota equipo que dejó la división                    |

## Campeones
|  | Obtiene o iguala el mejor balance victorias-derrotas de esa temporada |

| Temporada | Equipo                 | Récord       | Resultado en playoffs             |
| --------- | ---------------------- | ------------ | --------------------------------- |
| 2004-05   | Seattle SuperSonics    | 52–30 (.634) | Pierde Semifinales de Conferencia |
| 2005-06   | Denver Nuggets         | 44–38 (.537) | Pierde 1.ª ronda                  |
| 2006-07   | Utah Jazz              | 51–31 (.622) | Pierde Finales de Conferencia     |
| 2007-08   | Utah Jazz              | 54–28 (.659) | Pierde Semifinales de Conferencia |
| 2008-09   | Denver Nuggets         | 54–28 (.659) | Pierde Finales de Conferencia     |
| 2009-10   | Denver Nuggets         | 53–29 (.646) | Pierde 1.ª ronda                  |
| 2010-11   | Oklahoma City Thunder  | 55–27 (.671) | Pierde Finales de Conferencia     |
| 2011-12   | Oklahoma City Thunder  | 47–19 (.712) | Pierde Finales de la NBA          |
| 2012-13   | Oklahoma City Thunder  | 60–22 (.732) | Pierde Semifinales de Conferencia |
| 2013-14   | Oklahoma City Thunder  | 59–23 (.720) | Pierde Finales de Conferencia     |
| 2014-15   | Portland Trail Blazers | 51–31 (.622) | Pierde 1.ª ronda                  |
| 2015-16   | Oklahoma City Thunder  | 55–27 (.671) | Pierde Finales de Conferencia     |
| 2016-17   | Utah Jazz              | 51–31 (.622) | Pierde Semifinales de Conferencia |
| 2017-18   | Portland Trail Blazers | 49–33 (.598) | Pierde 1.ª ronda                  |
| 2018-19   | Denver Nuggets         | 54–28 (.659) | Pierde Semifinales de Conferencia |
| 2019-20   | Denver Nuggets         | 46–27 (.630) | Pierde Finales de Conferencia     |
| 2020-21   | Utah Jazz              | 52–20 (.722) | Pierde Semifinales de Conferencia |
| 2021-22   | Utah Jazz              | 49–33 (.598) | Pierde 1.ª ronda                  |
| 2022-23   | Denver Nuggets         | 53–29 (.646) | Gana Finales de la NBA            |
| 2023-24   | Oklahoma City Thunder  | 57–25 (.695) | Pierde Semifinales de Conferencia |
| 2024-25   | Oklahoma City Thunder  | 68–14 (.829) | Gana Finales de la NBA            |

## Títulos
| Equipo                                    | Títulos | Temporada(s)                                                           |
| ----------------------------------------- | ------- | ---------------------------------------------------------------------- |
| Seattle SuperSonics/Oklahoma City Thunder | 8       | 2004-05, 2010-11, 2011-12, 2012-13, 2013-14, 2015-16, 2023-24, 2024-25 |
| Denver Nuggets                            | 6       | 2005-06, 2008-09, 2009-10, 2018-19, 2019-20, 2022-23                   |
| Utah Jazz                                 | 5       | 2006-07, 2007-08, 2016-17, 2020-21, 2021-22                            |
| Portland Trail Blazers                    | 2       | 2014-15, 2017-18                                                       |
| Minnesota Timberwolves                    | 0       | -                                                                      |